# Комарово (Канский район)
Комарово — деревня в Канском районе Красноярского края. Входит в состав Терского сельсовета.

## История
По данным 1926 года в селе Комарово имелось 318 хозяйств и проживало 1388 человек (696 мужчин и 692 женщины). В национальном составе населения преобладали русские. В административном отношении село являлось центром Комаровского сельсовета Канского района Канского округа Сибирского края.

## Население
| 1926 | 2010 |
| ---- | ---- |
| 1388 | ↘155 |